# Wayne Weidemann
Wayne Weidemann (ur. 21 października 1966) – australijski trener i były gracz futbolu australijskiego. Grał w klubie Adelaide Football Club grającym w lidze Australian Football League.
Wayne Weidemann pochodzi z Fish Creek w stanie Wiktoria. Na początku swojej kariery grał w klubie Woodville-West Torrens Football Club w lidze South Australian National Football League. W latach 1991–1996 grał w barwach klubu Adelaide Football Club - zagrał w 68 meczach i strzelił 26 goli. Po przejściu na emeryturę został trenerem West Adelaide Football Club grającego w lidze South Australian National Football League. W 2007 roku został zwolniony ze stanowiska.
Weidermann był asystentem trenera klubu Devonport Football Club grającego w Northern Tasmanian Football League, dzięki czemu w 1998 roku zdobył medal im. Williama Leitcha.
W latach 1999–2001 był również trenerem klubu Coolamon Rovers Football Club grającego w lidze Riverina Football League, a w 2010 roku grającego w 2. Dywizji South Australian Amateur Football League klubu PHOS Camden. W 2013 roku został trenerem Broadview Football Club grającego w 1. Dywizji tej samej ligi.